# Ryan Seacrest
Ryan John Seacrest, född 24 december 1974 i Dunwoody, Georgia, är en amerikansk TV- och radiovärd, TV-producent, och entreprenör. Han är värd för talangshowen American Idol, och de två TV-programmen E! News på E!, och Dick Clark's New Year's Rockin' Eve på ABC.